# SG Stadtmitte Berlin
Die SG Stadtmitte war eine deutsche Sportgruppe aus Berlin-Mitte, welche zwischen 1945 und 1947 kurzzeitig im Berliner Nachkriegsfußball in Erscheinung trat. Sportstätte war der Sportplatz Chausseestraße, der sich auf dem Gelände des späteren Walter-Ulbricht-Stadions befand.

## SG Stadtmitte
Die SG Stadtmitte wurde 1945 gegründet und gehörte zu den 36 Sportgruppen, die an der ersten Berliner Nachkriegsmeisterschaft 1945/46 teilnahmen. In der Meisterschaftsgruppe D behauptete sich die SGS gut und erreichte hinter dem späteren Berliner Vizemeister SG Prenzlauer Berg-West den zweiten Rang.
Stadtmitte qualifizierte sich damit im Gegensatz zu vielen Nachfolgegruppen der ehemaligen Gauliga Berlin-Brandenburg für die zur Saison 1946/47 neu gegründete Berliner Stadtliga, stieg dort aber nach einem hinter der SG Südring erreichten elften Platz gemeinsam mit der SG Lichtenberg-Nord (10.) und der SG Tempelhof (12.) in die 1. Ligaklasse ab.
Die Sportgruppe ging später nicht in einem der traditionellen Berliner Vereine auf, wurde bereits 1947 aufgelöst und vom Spielbetrieb zurückgezogen.

## Statistik
- Teilnahme an der Berliner Stadtmeisterschaft: 1945/46 (Platz 2, Gruppe D)
- Teilnahme Berliner Stadtliga: 1946/47 (Platz 11)